# Las Pesás
Las Pesás representan un baile autóctono de Beas de Segura, en la comarca de la Sierra de Segura, en Jaén (España).
Tienen una temática que alude a la vida cotidiana, sobre todo la ronda amatoria de los mozos de una forma picaresca.